# Kleine bosmuis
De kleine bosmuis of Oeralbosmuis (Apodemus uralensis of A. microps) is een knaagdier uit het geslacht der bosmuizen (Apodemus).

## Kenmerken
De kleine bosmuis is kleiner en grijzer van kleur dan de gewone bosmuis, met kleinere oren en ogen. Hij wordt 70 tot 96 millimeter lang en ongeveer 17 gram zwaar. De staart is 65 tot 95 millimeter lang, bijna net zo lang als de rest van het lichaam.

## Leefwijze
Qua gedrag wijkt de kleine bosmuis niet veel af van de gewone bosmuis. Hij leeft in gebieden met struiken, lang gras of hakhout, en voedt zich met grassen, granen, kruiden en insecten, aangevuld met vruchten, wortels en bloemen.

## Voortplanting
Het voortplantingsseizoen duurt van maart tot augustus. Per worp krijgt een vrouwtje drie tot acht jongen.

## Verspreiding
De kleine bosmuis komt voor in Centraal-Europa, van Oost-Duitsland, Zuid-Polen, Noordoost-Oostenrijk, Tsjechië en Slowakije tot Montenegro en Noord-Roemenië, en in de Baltische staten oostwaarts tot West-Rusland, Oekraïne, de Kaukasus, Noord-Turkije, Noordwest-Iran, Oost-Kazachstan tot Zuid-Rusland, Noordwest-China en de Altaj.